# Dessie Zuria
Dessie Zuria est un woreda de la région Amhara, en Éthiopie.
C'est un woreda rural qui entoure les villes de Dessie et Kombolcha.  

## Situation
Situé  dans la zone Debub Wollo de la région Amhara, le woreda est bordé au sud par Abuko (en) et Were Ilu ; au sud-ouest par Legambo ; au nord-ouest par Tenta, au nord par Kutaber, au nord-est par Tehuledere et à l'est par Kalu.
Les localités de Tita et Sagarat (en) font partie du woreda. Celui-ci entoure de plus les villes de Kombolcha et Dessie qui sont elles-mêmes des woredas.

## Histoire
En 2002, la création du woreda Abuko rassemble des qebelés qui se rattachaient auparavant à Dessie Zuria et à Kalu.

## Démographie
Dessie Zuria compte 157 679 habitants lors du recensement national de 2007 réalisé par l'Agence centrale de statistique d'Éthiopie, toute la population du woreda est rurale. Les musulmans sont largement majoritaires avec 98,5% de la population.
Avec une superficie de 937,32 km2[réf. souhaitée], le woreda a une densité de population d'environ 168 personnes par km2 ce qui est supérieur à la moyenne de la zone.